# Idiocerus ishiyamae
Idiocerus ishiyamae är en insektsart som beskrevs av Matsumura 1905. Idiocerus ishiyamae ingår i släktet Idiocerus och familjen dvärgstritar. Inga underarter finns listade i Catalogue of Life.